# Costelytra diurna
Costelytra diurna är en skalbaggsart som beskrevs av Given 1960. Costelytra diurna ingår i släktet Costelytra och familjen Melolonthidae. Inga underarter finns listade i Catalogue of Life.